# 폭풍
폭풍(暴風)은 강한 바람을 말한다. 대한민국에서는 초속 13.9m/s 이상의 바람을 폭풍이라 정의하였다. 폭풍은 강도에 따라 나무를 쓰러뜨리거나, 건물을 무너뜨리는 등 많은 피해를 준다.

## 개요
태풍으로 인한 폭풍은 대개 짧은 기간 동안 계속되는 것이나 무서운 위력을 지니고 있다. 제14호 태풍 사라(sarah)의 기록을 보면 이 태풍은 제주도 동부해상을 거쳐 남해안과 동해 남부해안 지방을 강타하여 폭풍우 사상 최악의 기록을 남겼다. 1959년 당시의 기록에 의하면 여수에서 10분간의 평균 최대풍속이 북동풍 35.5m/sec, 부산에서는 동북동풍 34.7m/sec의 무서운 강풍을 보였다. 강수량에 있어서는 강릉이 일(日)강수량 165.5mm, 제주 168.1mm, 울산 157.4mm의 폭우를 보였고 남해안과 동해안 지방에서는 해일(海溢)과 폭풍우로 인한 선박과 교통수단의 피해가 막대하였다. 태풍으로 인한 피해는 짧은 기간 내에 발생하는 것이기 때문에, 조기(早期)대책을 강구하여야 함이 급선무이고 경보 전달 체제가 전국적으로 잘 갖추어져야 한다.  순간적인 바람의 세기는 10분간의 평균 풍속의 약 1.5배 정도이나 1.2∼1.8배 사이에서 변화하게 된다. 풍압(바람의 압력)에 의한 피해대책은 평균 풍속에다 풍압의 계수를 곱해서 순간적인 바람의 강도를 고려하지 않으면 안된다.  풍압은 바람을 받는 물체의 모양에 따라 다르나 풍향과 직각을 이룬 평면에 받는 압력은 p＝0.125V2으로 나타낼 수 있다. 위 식에서 p는 1m2에 대한 몇kg의 단위(kg/m2), V는 1초에 대한 몇m의 단위(m/s)로 표시한 풍속이다. 즉 풍압은 풍속의 제곱에 비례하고, 풍속이 증가할수록 풍압은 급격히 증대한다. 바람은 짧은 시간에 강약의 변화가 심하다. 이것을 '바람의 숨'이라고 한다. 지표(地表)에서 약 500m 정도까지는 바람이 지표와의 마찰이나 지물(地物)·삼림 등으로 인한 요철(凹凸) 때문에 불규칙한 요란을 일으키게 되어 이것이 바람의 숨으로 나타나는 것이다. 바람의 강약이 반복되는 바람의 숨의 주기가 철탑이나 안테나의 고유진동의 주기와 일치하게 되면 공진현상을 일으켜 철탑이 엿과 같이 굽어져 버리기도 한다.  바람은 고도가 증가함에 따라 점차 강하게 된다. 지면(地面) 부근의 바람은 보통 v/v0＝(h/h0)n으로 표시된다. 위 식에서 v0는 h0에서의 기준구도의 풍속이고 v는 h의 높이에서의 풍속이다. n은 정수로서 트인평면 지표 위에서는 1/7 정도, 시가지나 삼림지대 위에서는 1/4 정도이다. 바람은 지형의 영향을 받아 국지적으로 강하게 분다. 지물(地物)을 넘어 바람이 불어나갈 경우에는 10m 정도의 건물이라도 그 위를 불어 넘어가는 바람은 기준풍속의 50%가량 증가한다. 항만이나 깊은 골짜기와 같이 바람이 한곳으로 몰리는 장소나 곶과 같이 툭 튀어나온 지형, 해협 등에서는 이상과 같은 국지풍이 강하게 부는 곳들이다.

## 관련 그림/사진

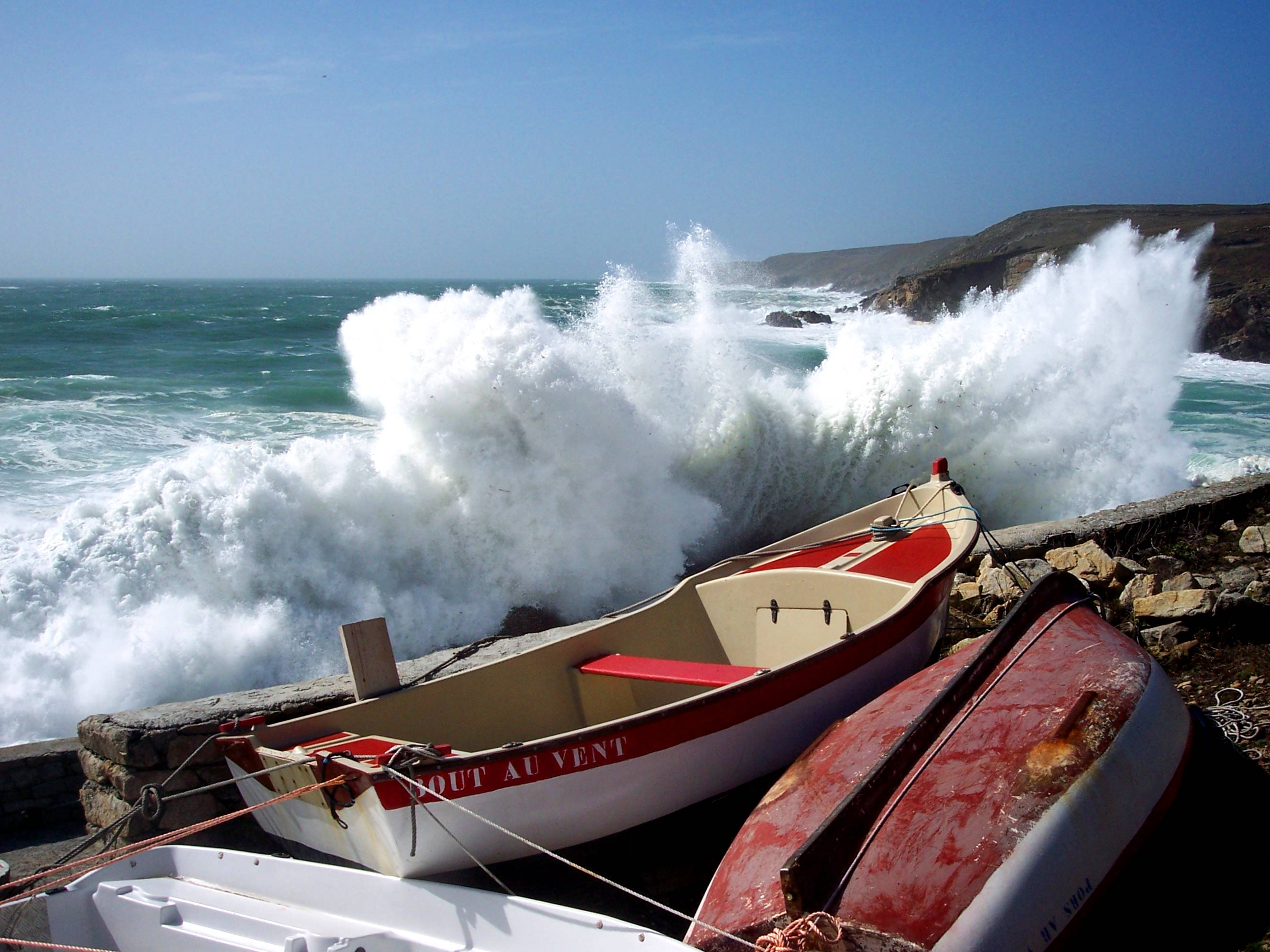
폭풍으로 인해 거친 파도가 해안가에 부딪치는 모습 (프랑스 브르타뉴 피니스테르주 플로고프)
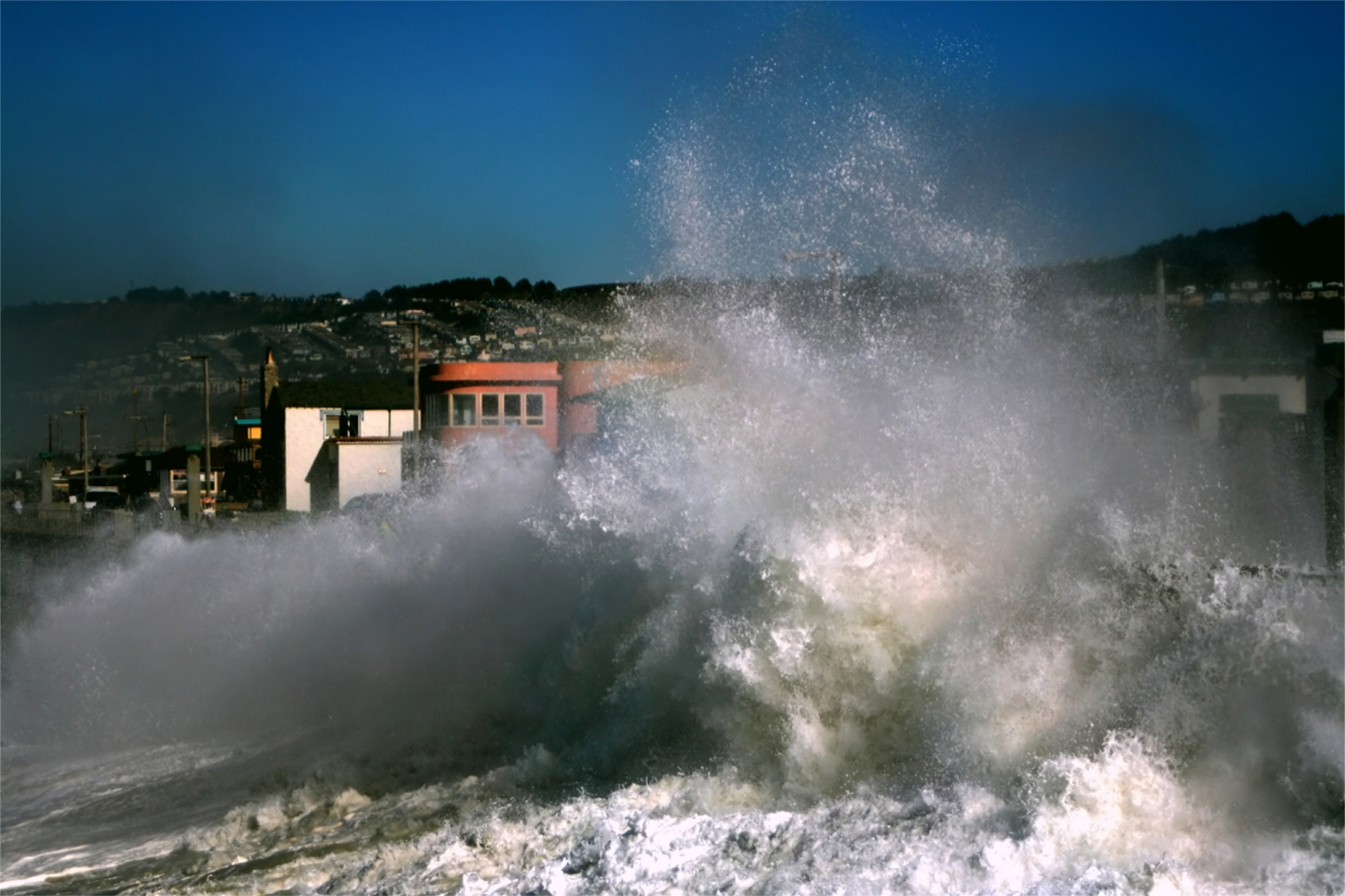
폭풍으로 발생한 파도 (미국 캘리포니아주 퍼시피카)

## 같이 보기
- 고기압성 폭풍
- 사이클론
- 모래폭풍
- 기상이변
- 지자기 폭풍
- 토네이도
- 열대 저기압
- 하이퍼케인